# Catende
Catende là một đô thị thuộc bang Pernambuco, Brasil. Đô thị này có diện tích 207 km², dân số năm 2007 là 33214 người, mật độ 160,45 người/km².